# 多佛 (新罕布什尔州)
多佛（英語：Dover）位于美国新罕布什尔州东南部，是斯特拉福德县的县治所在，面积75.2平方公里。根据2000年美国人口普查，共有26,884人，其中白人占94.47%、亚裔美国人占2.36%、非裔美国人占1.12%。這個數字於2010年上升至29,987人。而於2012年，這個數字則上升至30,220人。

## 地理
多佛的座標為43°11′28″N 70°52′43″W / 43.19111°N 70.87861°W（43.190984,-70.878533）。根據2000年人口普查，本城面積為75.2平方英里（194.77平方），其中69.2平方英里（179.23平方）為陸地，6.0平方英里（15.54平方）為水域。